# Пасивний будинок

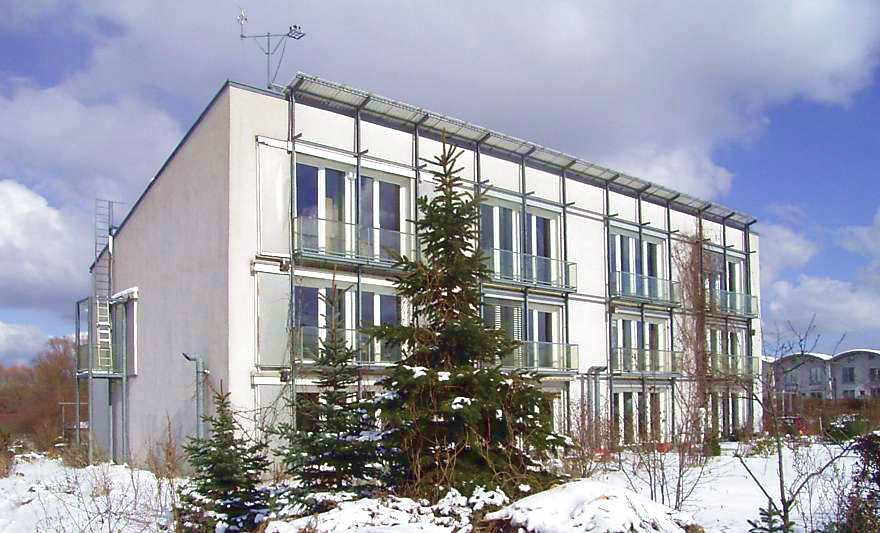
Перший Пасивний Будинок, побудований у 1991 році в Дармштадті (Німеччина).

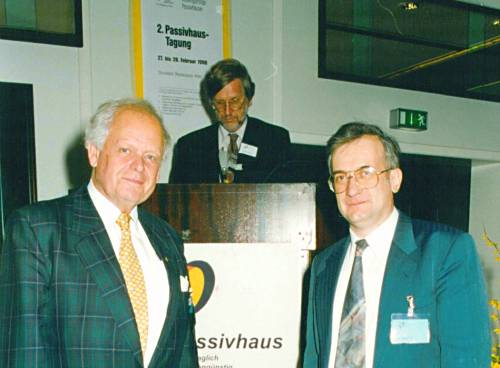
Професор Бо Адамсон (ліворуч), Роберт Хастінгс (у центрі) і доктор Вольфганг Файст (праворуч) на 2-й Міжнародній конференції Пасивного Будинку в Дюссельдорфі.

Пасивний будинок (нім. Passivhaus, англ. passive house) — енергоефективний будівельний стандарт, який створює комфортні умови проживання, одночасно є економічним і надає мінімальний негативний вплив на довкілля.
Точне визначення стандарту Пасивного Будинку (РНІ): «Пасивний Будинок — будівля, в якій тепловий комфорт (ISO 7730) досягається виключно за рахунок додаткового попереднього підігріву (або охолодження) маси свіжого повітря, необхідного для підтримання в приміщеннях повітря високої якості, без його додаткової рециркуляції».
Критеріями для Пасивного Будинку в Європі є:
- Питома витрата теплової енергії на опалення, визначена розрахунками в програмі «Пакет планування Пасивного Будинку» (PHPP), не повинна перевищувати 15 кВт·год/(м²·рік);
- або навантаження на опалення ≤ 10 Вт·м²;
- Спеціальні вимоги попиту охолодження будівлі ≤ 15 кВт·год/(м²·рік);
- Щорічний період перегріву (температура в приміщенні вище 25 °C) ≤ 10 %;
- Результат тесту на герметичність (N50) ≤ 0,6 зміни повітря/год;
- Загальне споживання первинної енергії для всіх побутових потреб (опалення, гаряча вода й електрична енергія), не повинно перевищувати ≤ 120 кВт·год/м²·рік).

## Історія пасивного будинку
Концепція Пасивного Будинку виникла в травні 1988 року з розмови між професором Бо Адамсоном з Лундського університету (Швеція) і Вольфгангом Файстом — засновником Інституту Пасивного Будинку міста Дармштадт (Німеччина), який на той час працював в Інституті Житла та Довкілля (Institut für Wohnen und Umwelt). Під час проєктування та будівництва першого пасивного будинку цей метод був адаптований до спеціальних граничних умов для будівель з високоякісною ізоляцією, які більше не вимагають стандартної системи опалення. Ця концепція була розроблена на основі низки науково-дослідницьких проєктів, спираючись на фінансову допомогу від німецької землі Гессен.

## Перші приклади
Першими пасивними будинками стали чотирьохрядні будинки (також відомі як таунхауси чи міські будинки), які були розроблені для чотирьох приватних клієнтів архітекторами професорами Боттом, Ріддером і Вестермеєром.

З метою заохочення та подальшого розвитку Стандарту Пасивного Будинку, в 1996 році професор д-р Вольфганг Файст заснував Інститут Пасивного Будинку (м. Дармштадт, (Німеччина)).

## Розповсюдження стандарту Пасивного Будинку
Кількість пасивних будинків в усьому світі в кінці 2008 року становила від 15000 до 20000 будівель. Переважна більшість пасивних будинків того часу була побудована в німецькомовних країнах Європи та Скандинавії. Станом на травень 2011 року у Європі налічувалося близько 32000 таких сертифікованих конструкцій всіх типів, у той час як у Сполучених Штатах таких було всього 13 плюс декілька десятків у стадії будівництва.

## Нові класи стандарту Пасивного Будинку

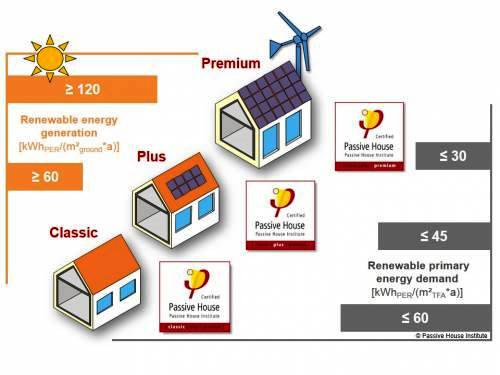
© Інститут Пасивного Будинку: Нові класи Пасивного Будинку (2015 р.)

Поновлювані джерела енергії є ідеальним доповненням до ефективності стандарту Пасивного Будинку. З метою забезпечення надійного керівництва для цієї комбінації Інститут Пасивного Будинку (РНІ) започаткував нові категорії для сертифікації будівель.
Починаючи з публікації нової версії програми PHPP 9 (2015 р.) на додаток до вже існуючого стандарту Пасивного Будинку, який зараз має назву «Passive House Classic» («Пасивний Будинок Класик»), РНІ заснував категорії сертифікації «Passive House Plus» («Пасивний Будинок Плюс») та «Passive House Premium» («Пасивний Будинок Преміум»). Зосередивши увагу на критерії «Поновлюваної первинної енергії» (PER — Primary Energy Renewable), нова процедура сертифікації Пасивних Будинків служить основою для визначення категорії будівлі.
Як і раніше, попит енергії на опалення Пасивного Будинку не може перевищувати 15 кВт·год/(м² на рік). Ця вимога залишається незмінною для застосування. Але з введенням нових категорій, замість попиту на первинну енергію, який використовувався раніше, відтепер буде використовуватися попит на первинну енергію від поновлюваних джерел енергії (PER).
- Для категорії Пасивний Будинок Класичний це значення буде дорівнювати 60 кВт·год/(м² на рік).
- Будівля, побудована як Пасивний Будинок Плюс, є більш ефективною, оскільки вона не може споживати відновлюваної первинної енергії більше, ніж 45 кВт·год/(м² на рік). Пасивний Будинок Плюс також повинен генерувати принаймні 60 кВт·год/(м² на рік) енергії по відношенню до площі будівлі.
- Для Пасивного Будинку Преміум попит на енергію обмежується тільки 30 кВт·год/(м² на рік), та щонайменш 120 кВт·год/(м² площі) енергії, яка виробляється будівлею.

- Критерії атестації щодо категорій Пасивного Будинку Класик, Плюс та Преміум

## Класифікація будівель за їх енергоощадністю

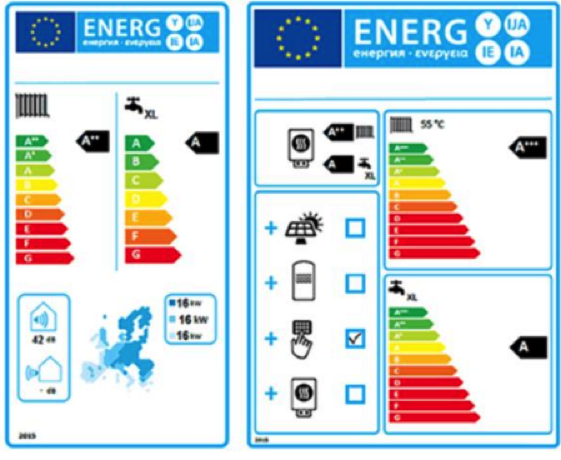
Класифікація будівель за їх енергоощадністю в Європі (2015 р.)

В Європі існує наступна класифікація будівель за їх енергоощадністю:
- «Старі будівлі» (будівлі до 1970-х років) — потребують для свого опалення, як правило близько трьохсот кіловат-годин на метр квадратний на рік: 300 кВт·год/м²·рік.
- «Нові будівлі» (ті що будувалися до 2000 року) — 150 кВт·год/м²·рік.
- «Будівля низького споживання енергії» (з 2002 року не можна будувати нові будівлі за нижчим стандартом) — 60 кВт·год/м²·рік.
- «Пасивна будівля» (є закон, відповідно до якого з 2019 року в Європі не можна буде будувати будівлі за нижчим стандартом, ніж пасивна будівля) — 15 кВт·год/м²·рік.
- «Будівля нульової енергії» (будівля, що зовсім не потребує додаткової (крім тієї, що сама виробляє) енергії на опалення) — 0 кВт·год/м²·рік.
- «Будівля плюсової енергії» (тобто така, що виробляє за допомогою встановлених на ній сонячних батарей, колекторів, рекуператорів, теплових помп, тощо більше енергії, ніж сама потребує).

Директива енергетичних показників у будівництві (Energy Performance of Buildings Directive), яку було прийнято країнами Євросоюзу в грудні 2009 року, вимагає з 1 січня 2020 року наближення усіх нових будівель до енергетичної нейтральності (тобто будівництва як мінімум пасивних будівель).

## Конструкція пасивного будинку

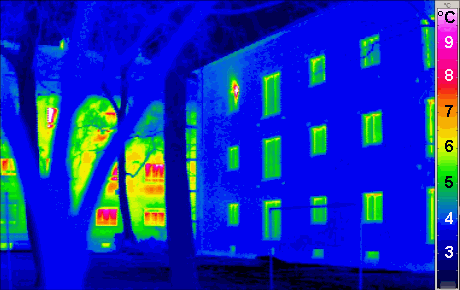
Фотографія в інфрачервоних променях показує ефективність теплоізоляції пасивного будинку (праворуч) у порівнянні із звичайним будинком (ліворуч)

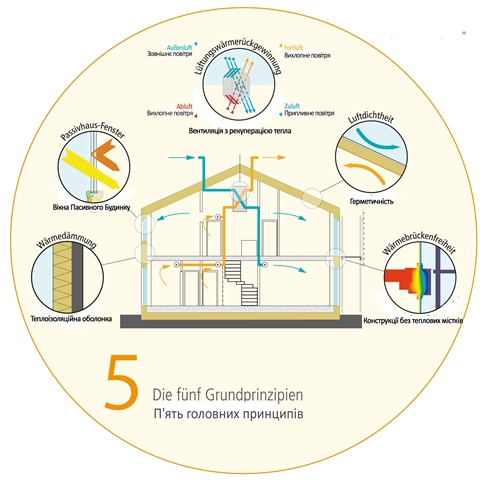
© Інститут Пасивного Будинку, 5 важливих технологічних складових Пасивного Будинку

«Простого об'єднання відповідних компонентів недостатньо для побудови пасивного будинку: сума інтеграції в цілому більше, ніж сума окремих частин. Взаємодія компонентів створює необхідність інтегрального плану, який сприяє досягненню стандарту Пасивного Будинку. Це і є метою програми РНРР — Пакету Планування Пасивних Будинків» — проф. Вольфганг Файст (вступ до РНРР).
5 важливих складових пасивного будинку:
- Виключно високий рівень теплоізоляції;
- Добре ізольовані віконні рами з потрійним низькоенергетичним склом;
- Позбавлена теплових містків конструкція будівлі;
- Герметична оболонка будівлі;
- Комфортна вентиляція з ефективною рекуперацією тепла.

Для узгодження перелічених вище параметрів складається енергетичний баланс будівлі, який створюється за допомогою програмного Пакету Планування Пасивних Будинків РНРР, розробленного РНІ (Німеччина).
Ґрунтуючись здебільшого на європейських нормах, РНРР використовує численні перевірені і схвалені розрахунки для отримання попиту на опалення/охолодження та на первинну енергію будівлі, а також схильність будівлі до перегріву протягом року. Хоча програма РНРР була розроблена спеціально для планування пасивних будинків, цей інструмент може також використовуватися при проєктуванні інших будівель, у тому числі — для моделювання та розрахунків енергетичних балансів при реконструкції/модернізації будівель різного призначення.
Для будівництва, як правило, вибираються екологічно коректні матеріали, часто традиційні — дерево, камінь, цегла. Останнім часом часто будують пасивні будинки з продуктів рециклізації і неорганічного сміття — бетону, скла і металу. В Німеччині побудовані спеціальні заводи з переробки таких відходів у будівельні матеріали для енергоефективних будівель.

### Теплоізоляція
Огороджувальні конструкції (стіни, вікна, дах, підлога) стандартних будинків мають досить великий коефіцієнт теплопередачі. Це призводить до значних втрат: наприклад, тепловтрати звичайного цегляного будинку — 250—350 кВт·год на м² опалювальної площі на рік.
Технологія пасивного будинку передбачає ефективну теплоізоляцію всіх огороджувальних поверхонь — не тільки стін, але і підлоги, стелі, горища, підвалу і фундаменту. У пасивному будинку формується кілька шарів теплоізоляції — внутрішня і зовнішня. Це дозволяє одночасно не випускати тепло і не впускати холод всередину будинку. Також проводиться усунення містків холоду в огороджувальних конструкціях. У результаті в пасивних будинках тепловтрати через огороджувальні поверхні не перевищують 15 кВт·год на 1 м² опалювальної площі на рік (для кліматичних умов Центральної Європи) — практично у 20 разів нижче, ніж у звичайних будинках.
Найважливішими принципами проєктування енергоефективного Пасивного Будинку є:
- Безперервний теплоізоляційний конверт (оболонка) навколо Пасивного Будинку, який зводить до мінімуму втрати тепла через зовнішні поверхні будинку.
- На додаток до теплоізоляційного конверту має бути герметичний шар (червона лінія на схемі), оскільки більшість теплоізоляційних матеріалів не є герметичними.
- Дуже важливими є також заходи мінімізації теплових містків.

Останнє є дійсно настільки важливим, що було розроблено окремий метод: «Планування конструкцій без теплових містків».
Найважливішим принципом для заощадження енергії дійсно є саме теплоізоляція, а не акумулювання тепла. Високий рівень теплоізоляції завжди доводить свою ефективність. В існуючих будівлях на втрати тепла через зовнішні стіни та дахи припадає понад 70 % від загальних теплових втрат. Таким чином, покращення теплоізоляції є найбільш ефективним способом економії енергії. Водночас це також допомагає поліпшити тепловий комфорт і запобігти пошкодженням будівельних конструкцій.

### Запобігання теплових містків
Теплові містки мають наступні негативні наслідки:
- Змінені, часто знижені значення температури на внутрішніх поверхнях зовнішніх стін. У гіршому випадку це може призвести до зволоження будівельних конструкцій і росту цвілі.
- Змінені, часто підвищені значення тепловтрат.

У Пасивному Будинку ці негативні впливи можуть бути усунені, причому температури на всіх зовнішніх стінах залишаться досить високими, що призведе до негативного впливу вологи; додаткові тепловтрати зневажливо малі. Якщо тепловтрати від теплових мостів менші за граничне значення лінійного коефіцієнта теплопередачі у 0,01 Вт/м², то така конструкція задовольняє критеріям «конструювання без теплових містків».

### Герметичність
Традиційне уявлення про будівництво будинку ніколи не передбачає герметичність, як питання.
Сьогодні досягнення стандарту пасивного будинку критично переплітається з його герметичністю.
Герметичність впливає на ефективне використання енергії та комфорту в будинку.
Що мається на увазі під герметичністю?
Офіційне пояснення герметичності будівлі є:
- Герметичність житла, або її повітропроникність, виражається в термінах витоку повітря в кубічних метрах на годину на квадратний метр площі конверту (оболонки) будинку, коли будівля піддається перепаду тиску у 50 Паскалів (м³/(год·м²) @ 50Pa.
- Площа конверту будинку визначено в цьому контексті, як загальне площе всіх підлог, стін і стель, які межують з будинком, включаючи елементи інших прилеглих опалювальних або неопалюваних просторів.

За вимогами стандарту Пасивного Будинку, неконтрольовані витоки повітря через зовнішню оболонку будівлі (герметичність) мають бути не більші, ніж 0,6 м³/(год∙м²).

### Вікна та двері Пасивного Будинку

Профіль вікна пасивного будинку повинен відповідати теплотехнічним стандартам. Конструкції вікон проєктуються, як правило, глухими (які не відчиняються) або з автоматичною функцією відчинення / зачинення для провітрювання.

Одним з найважливіших питань, що виникають при розробці пасивних будинків, є прагнення домогтися високого рівня герметичності будівлі, а також усунуення причини утворення «містків холоду». Отже, вирішальне значення для досягнення низької потреби в енергії має значне скорочення втрат тепла. З цієї ж причини надзвичайно значну роль при будівництві Пасивних Будинків виконують вікна, які повинні бути одним з найважливіших елементів герметичної конструкції всього будинку і одночасно характеризуватися найменшим коефіцієнтом теплопровідності.
Вікна пасивного будинку мають три характерні особливості:
- Потрійне скління з двома низькоемісійними покриттями і заповненням інертним газом або споріднені аналоги (наприклад, вікна з двома втулками з подвійним склінням у кожній);
- Теплоізольоване з'єднання скління з віконною рамою, застосування спеціальних дистанційних рамок по краях склопакетів («теплий край»);
- Теплоізольовані віконні рами.

Згідно з європейськими нормами (EN 10077) коефіцієнт теплопровідності для теплих вікон повинен становити менше ніж 0,8 Вт/(м²·К) (або R0 близько 1,25 (м²·ºС)/Вт). У Середній Європі тепловтрати через такі вікна досить низькі, тому навіть вночі у зимовий період температура на внутрішній поверхні вікна становить близько +17 °C. Біля вікон немає ні «холодного випромінювання», ні неприємних холодних зон на рівні підлоги, тому вікна Пасивного Будинку підвищують комфорт у приміщеннях.
Найбільші вікна спрямовані на південь (у північній півкулі) і приносять у середньому більше тепла, ніж втрачають.
Поряд з суперізольованими енергоефективними вікнами Пасивний Будинок вимагає також і двері з відповідними коефіцієнтами теплопровідності. Температура поверхні дверей повинна бути досить високою, так, щоб зберігалося тепло від сонячних променів, та одночасно холодне повітря не могло проникнути у простір перед дверима. При розробці дверей Пасивного Будинку повинно бути досягнуто середнього коефіцієнту теплопровідності U-значення 0,8 Вт/(м²·К) (відповідно до EN 10077).

### Регулювання мікроклімату

Пасивний будинок використовує комбінацію низько-енергетичних будівельних технік і технологій

На сьогоднішній день технології будівництва пасивних будинків далеко не завжди дозволяють відмовитися від активного опалення або охолодження, особливо в регіонах з постійно високими або низькими температурами або різкими перепадами температур, наприклад, в зонах з континентальним кліматом. Тим не менш, органічною частиною пасивного будинку є система обігріву, кондиціонування і вентиляції, що витрачає ресурси більш ефективно, ніж у звичайних будинках.

#### Вентиляція

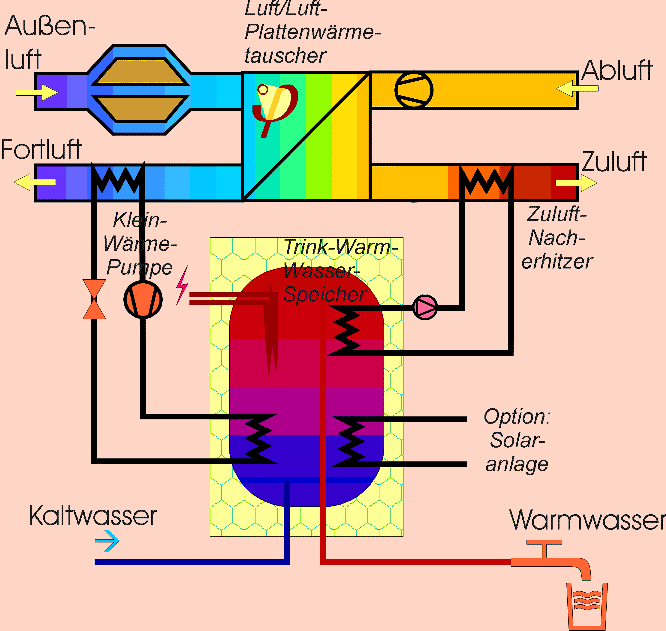
На додаток до теплообмінника (в центрі), мікро-тепловий насос витягує тепло з витяжного повітря (зліва) та гаряча вода нагріває вентиляційне повітря (праворуч). Можливість контролювати температуру будівлі, використовуючи тільки нормальний обсяг вентиляції повітря є фундаментальним

У звичайних будинках вентиляція здійснюється за рахунок природного спонукання руху повітря, який зазвичай проникає в приміщення через спеціальні пази у вікнах і віддаляється пасивними вентиляційними системами, розташованими в кухнях і санвузлах.
У енергоефективних будівлях використовується складніша система: замість вікон з відкритими пазами використовуються звукоізолюючі герметичні склопакети, а припливно-витяжна вентиляція приміщень здійснюється централізовано через установку рекуперації тепла. Додаткового підвищення енергоефективності можна домогтися, якщо повітря виходить з дому і надходить у нього через підземний повітропровід, забезпечений теплообмінником. У теплообміннику підігріте повітря віддає тепло холодному повітрю.
Взимку холодне повітря входить в підземний повітропровід, нагріваючись там за рахунок тепла землі, і потім надходить в рекуператор, де відпрацьоване повітря, яке видаляється з приміщень, нагріває свіже повітря, а потім видаляється зовні. Нагріте свіже повітря, що потрапляє у будинок, в результаті має температуру близько 17 °C.
Влітку гаряче повітря, надходячи в підземний повітропровід, охолоджується там від контакту з землею приблизно до цієї ж температури. За рахунок такої системи в пасивному будинку постійно підтримуються комфортні умови. Лише іноді буває необхідно використання малопотужних нагрівачів або кондиціонерів (тепловий насос) для мінімального регулювання температури.

### Освітлення
Можуть використовуватися світлодіодні блоки.

## Вартість пасивного будинку
На сьогодні вартість спорудження енергоефективного будинку приблизно на 8-10 % більше середніх показників для звичайної будівлі. Додаткові витрати на будівництво окупаються протягом 7-10 років. При цьому немає необхідності прокладати всередині будівлі труби водяного опалення, будувати котельні, ємності для зберігання палива, тощо.

## Енерговигідне будівництво в Україні
З метою забезпечення ефективного формування та реалізації державної регіональної політики, політики у сфері будівництва та архітектури, розв'язання проблем, пов'язаних з реформуванням житлово-комунального господарства, Кабінет Міністрів України прийняв Постанову від 1 березня 2007 р. N 323 утворити Міністерство регіонального розвитку та будівництва України і Міністерство з питань житлово-комунального господарства України на базі Міністерства будівництва, архітектури та житлово-комунального господарства України, що реорганізується.
Ураховуючи пріоритетність напряму енергоефективності у галузях економіки та з метою забезпечення безумовної реалізації завдань і заходів, визначених актами Президента України, Ради національної безпеки і оборони України та дорученнями Кабінету Міністрів України, Мінрегіонбудом у 2008—2009 роках прийнято низку наказів та рішень щодо виконання цих завдань і заходів, в тому числі розроблено Галузеву програму енергоефективності у будівництві на 2010—2014 роки, яку погоджено Національним агентством України з питань забезпечення ефективного використання енергетичних ресурсів (НАЕР) та затверджено в установленому порядку.
У червні 2017 року Верховна Рада схвалила законопроєкт про Фонд енергоефективності України, який утворюється з метою підтримки ініціатив енергоефективності, впровадження інструментів стимулювання й підтримки заходів з підвищення рівня енергетичної ефективності будівель та енергозбереження. У грудні 2018 року ЄС виділив 54 млн євро для роботи Фонду енергоефективності, як свідчення прогресу реформи енергоефективності.

## Приклади пасивних та енерговигідних екобудинків в Україні

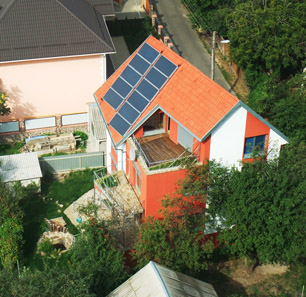
Пасивний екобудинок в Україні, 2008 р.

Перший пасивний екобудинок («Дім Сонця») був споруджений в Україні у 2008 р.: «Пасивний житловий будинок в Києві» в базі даних Інституту Пасивного Будинку в м. Дармштадт. У 2010 р. таких будівель в різних містах і селах України стало вже 9.
Приклади пасивних та енерговигідних екобудинків в Україні:
- Перший в Україні «трилітровий» пасивний будинок у с. Кагарлик під Києвом; (укр.)
- «Дім сонця», пасивний екобудинок у Києві; (рос.)
- Пасивний екобудинок у Чернігові; (рос.)
- «Солітер», пасивний екобудинок у Василькові; (рос.)
- «Екодім у пагорбі», пасивний дитячий екобудинок сімейного типу під Каневом; (рос.)
- Пасивний екобудинок в Одесі; (рос.)
- Пасивний екобудинок у м. Яворів (під Львовом);(рос.)
- «Пасивний екобудинок у стилі органічної архітектури» у Сімферополі. (рос.)